# West Coast
«West Coast» (с англ. — «Западное побережье») — песня американской певицы Ланы Дель Рей из третьего студийного альбома Ultraviolence. Написанная Дель Рей в сотрудничестве с Риком Ноуэлсом, «West Coast» — это меланхоличная песня о любви, в которой рассказывается о женщине, разрывающейся между чувствами и амбициями, а также является посвящением Западному побережью США. Будучи балладой в жанрах психоделический рок и софт-рок, «West Coast» была отмечена, как эволюция и более гитарно-ориентированное звучание для Дель Рей; трек был спродюсирован Дэном Ауэрбахом из группы The Black Keys. Описанная, как песня «два-в-одном», её меняющийся темп переходит на ещё более низкий в 60 ударов в минуту в припеве, в ритмическом перемещении, напоминающем песню «We Can Work It Out» группы The Beatles, вставленный гитарным запилом, которым начинается «And I Love Her» The Beatles. В песне вокал Дель Рей заключает в себе более чувственный и безумный тон, чем в её предыдущей дискографии, и часто исполняется в беспокойном «придыхательном» стиле.
Выпущенная в качестве ведущего сингла в поддержку альбома Ultraviolence, «West Coast» получила положительные отзывы от музыкальных критиков, которые похвалили его нетрадиционный состав и нехарактерный для Дель Рей вокал. Некоторые средства массовой информации, такие, как Consequence of Sound, NME и Spin, включили композицию в списки лучших песен 2014 года. «West Coast» дебютировала с семнадцатой позиции в Billboard Hot 100, сделав песню первым высочайшим дебютом в чарте, а также первым синглом, попавшим в чарт Rock Airplay, где он достиг 26 позиции. Песня также стала восьмой у исполнительницы, попавшей в топ-40 UK Singles Chart, заняв двадцать первую позицию.
Сопровождающее чёрно-белое музыкальное видео, режиссёром которого выступил Винсент Хейкок, было выпущено 7 мая 2014 года. Снятое в районах Марина дель-Рей, Калифорния и Венис, Лос-Анджелес, в видео используется минималистский и меланхоличный подход, чтобы изобразить Дель Рей, разрывающуюся между двумя возлюбленными, одного из которых играет голливудский тату-мастер Марк Махони. Видео было положительно принято критиками, а также было номинировано на премию MTV Video Music Award в 2014 году за «Лучшего оператора». В качестве промокампании сингла и альбома, в 2014 году Дель Рей выступала на таких фестивалях, как «Коачелла», «Austin City Music Festival» и «Гластонбери». Кавер-версии на композицию в разное время были записаны Джеймсом МакМорроу, Royal Blood и Максом Джури.

## История создания
«West Coast» была написана Дель Рей в сотрудничестве с её частым соавтором Риком Ноуэлсом, в Калифорнии; Дель Рей придумала мелодию и написала слова, в то время, как Ноуэлс сочинил аккорды для гитары. В ноябре 2013 года, исполнительница отправилась в студию Electric Lady Studios, находящуюся в Нью-Йорке, которую она заняла на пять недель в одиночку, записав на гитаре и спродюсировав песню самостоятельно, перед тем, как наняла барабанщика Максимилиана Вейзенфелдта, в то время как Ноуэлс придёт «время от времени». Вместе, они записали первоначальную версию «West Coast», как песню с влиянием классического рока. Дель Рей написала песню, как посвящение Западному побережью США, но с намерением сделать её более психологической, в результате чего, трек отдалился от запевно-припевной формы. Она чувствовала, что медленный и меняющийся темп песни был важен, потому что он отражал её психическое состояние во время написания трека. Изначально, Дель Рей закончила работу над своим третьим студийным альбомом Ultraviolence в декабре 2013 года, но тогда не была удовлетворена демоверсией «West Coast», которую она тогда записала. Тогда она случайно встретила Дэна Ауэрбаха из группы The Black Keys в студии Electric Lady, а затем снова, на ночной вечеринке в Куинс и после разговора с Ауэрбахом осознала, что ей необходимо перезаписать трек, чтобы объединить в нём неточные техники продакшна. В ту ночь Дель Рей объяснила Ауэрбаху, что она заинтересована в создании песни, содержащей джазовые полутона, «фьюжн West Coast» под влиянием The Beach Boys, Eagles и возрождением типа Каньон Лоурел в 1970-х.
Позднее, Дель Рей отправилась в Нашвилл, штат Теннеси, чтобы перезаписать «West Coast» и остальные треки альбома с Ауэрбахом за трёхнедельную сессию в его студии, Easy Eye Sound. Она попросила Ауэрбаха добавить более непринуждённое, калифорнийское настроение песне, записывая с первой попытки; вокал Дель Рей был записан через микрофон Shure SM58. По словам Ауэрбаха, «West Coast» на «99% записывалась живым голосом Ланы» в комнате рядом с помещением, где группа из семи музыкантов записывали инструментальную часть песни. Ауэрбах играл на электрогитаре, шейкере, двенадцатиструнной гитаре и синтезаторе, в то время, как Ник Мовшон был басистом и барабанщиком в песне. Струнные были записаны отдельно от основной записи, на студии The Bridge в Глендейле, Калифорния.
Дель Рей подтвердила, что демоверсия трека достаточно отличается от продакшна Ауэрбаха. Когда Дель Рей впервые сыграла «West Coast» руководству своего лейбла Interscope, они не были удовлетворены тем, что припев был медленнее по ударам в минуту, чем куплеты. Они ответили: «Ни одна из этих песен не годится для радио, вы замедляете их, когда они должны ускоряться». В интервью для издания The Guardian, исполнительница сказала, что ощущала свою жизнь «мрачной» во время написания композиции, и именно это повлияло на звучание, отличающееся от первенствующей популярной поп-музыки.

## Музыкальный стиль
Будучи балладой в жанрах психоделический рок и софт-рок, «West Coast» также содержит элементы регги, инди-рока, латин-рока, музыки 1960-х годов, «радиочаса водителя» 1980-х годов и «наркотического» свинга.

## Список композиций
| №  | Название     | Автор(ы)                  | Продюсер(ы) | Длительность |
| -- | ------------ | ------------------------- | ----------- | ------------ |
| 1. | «West Coast» | Лана Дель Рей, Рик Ноуэлс | Дэн Ауэрбах | 4:16         |

| №  | Название                           | Длительность |
| -- | ---------------------------------- | ------------ |
| 1. | «West Coast» (Zhu Remix)           | 4:24         |
| 2. | «West Coast» (Ten Ven Remix)       | 4:33         |
| 3. | «West Coast» (The Grades Icon Mix) | 4:20         |
| 4. | «West Coast» (MK Remix)            | 5:26         |

| №  | Название                         | Длительность |
| -- | -------------------------------- | ------------ |
| 1. | «West Coast» (Solomun Remix Dub) | 8:07         |
| 2. | «West Coast» (Solomun Remix)     | 8:07         |

| №  | Название                                             | Длительность |
| -- | ---------------------------------------------------- | ------------ |
| 1. | «West Coast»                                         | 4:15         |
| 2. | «West Coast» (Radio Mix)                             | 3:48         |
| 3. | «West Coast» (The Young Professionals Minimal Remix) | 3:57         |
| 4. | «West Coast» (Jabberwocky Remix)                     | 3:35         |
| 5. | «West Coast» (Alle Farben Remix)                     | 7:08         |
| 6. | «West Coast» (The Young Professionals Dark Remix)    | 5:41         |
| 7. | «West Coast» (Yavuz Ak & FevZee Remix)               | 6:16         |
| 8. | «West Coast» (The Grades Icon Mix)                   | 4:19         |
| 9. | «West Coast» (Solomun Remix)                         | 8:09         |

| №  | Название                                             | Длительность |
| -- | ---------------------------------------------------- | ------------ |
| 1. | «West Coast» (Radio Mix)                             | 3:47         |
| 2. | «West Coast»                                         | 4:15         |
| 3. | «West Coast» (Alle Farben Remix)                     | 7:05         |
| 4. | «West Coast» (Yavuz Ak & FevZee Remix)               | 6:16         |
| 5. | «West Coast» (The Grades Icon Mix)                   | 4:17         |
| 6. | «West Coast» (Solomun Remix)                         | 8:07         |
| 7. | «West Coast» (The Young Professionals Minimal Remix) | 3:56         |
| 8. | «West Coast» (Jabberwocky Remix)                     | 3:34         |
| 9. | «West Coast» (The Young Professionals Dark Remix)    | 5:39         |

## Участники записи
Данные взяты из буклета альбома Ultraviolence.
Студии звукозаписи
- Песня записана на студии Easy Eye Sound, Нашвилл, штат Теннесси
- Струнные записаны на студии The Bridge, Глендейл, штат Калифорния

Персонал
- Лана Дель Рей — автор, вокал, бэк-вокал
- Дэн Ауэрбах — электрогитара, производство, шейкер, двенадцатиструнная гитара, синтезатор
- Коллин Дюпюи — производство
- Ник Мовшон[англ.] — бас-гитара, барабаны
- Рик Ноуэлс — автор
- Максимилиан Вейзенфелдт — барабаны